# Chang Si
Chang Si (Pequim, 15 de novembro de 1986) é uma nadadora sincronizada chinesa, medalhista olímpica. 

## Carreira
Chang Si representou seu país nos Jogos Olímpicos de 2012, ganhando a medalha de prata por equipes em Londres. 